# 마르쿠스 아이밀리우스 스카우루스
마르쿠스 아이밀리우스 스카우루스(Marcus Aemilius Scaurus, 기원전 159년경 - 기원전 89년경)는 기원전 115년에 집정관으로 재직한 로마 정치가였다. 그는 또한 기원전 115년부터 89년 후반 또는 88년 초반에 사망할 때까지 장기간 로마 공화국 후기의 프린셉스 세나투스 직책을 맡았다.
집정관이 된 후 스카우루스는 로마 역사상 최초의 자서전인 《나의 삶》(De vita sua)을 썼다.

## 가문
스카우루스는 기원전 161년 로마 공화국에서 가장 성공적인 귀족 가문 중 하나인 유명한 아이밀리아 가문에서 태어났을 것이다. 그러나 그들의 귀족 지위에도 불구하고 아이밀리 스카우리는 씨족의 다른 분파에 비해 두드러지지 않았다. 스카우루스의 조상은 317년에서 230년 사이에 여러 집정관을 배출한 아이밀리 바르불래의 후손일지라도 행정관직을 맡은 적이 없는 것으로 알려져 있다. 스카우루스는 자서전에서 자신이 아버지로부터 35,000 세스테르티우스의 재산과 6명의 노예만 물려받았다고 썼다. 그가 은행업무를 해야 할 지, 정치에 투신해야 할지 확신이 서지 않았다. 키케로는 스카우루스가 너무 가난해서 “노부스 호모처럼 일해야 했다”고 언급하고 있다.

## 생애

### 초기
스카우루스의 초기 경력에 대해서는 알려진 바가 거의 없다. 스카우루스는 로마 공화국이 여러 차례 장기간, 불확실한 전쟁을 치른 스페인에서 일반 군인으로 복무했다. 로널드 사임은 스키피오 아이밀리아누스가 이후 모두 정적이 되는 가이우스 마리우스, 푸블리우스 루틸리우스 루푸스 및 가이우스 메미우스와 같이 누만티아에 대항하여 성공적으로 지휘한 군대에 입대한 많은 야심찬 청년 중 한 명일 수 있다고 주장했다. 스페인에서의 그의 뛰어난 공로로 인해 스카우루스는 정치에 참여하게 되었을 것이다.
스카우루스는 126년에서 124년 사이에 사르디니아의 영사이자 총독이었던 루키우스 아우렐리우스 오레스테스의 참모로 사르디니아에서 재복무했던 것으로 밝혀졌다. 아마도 이때 그가 캠페인 내내 오레스테스의 재무관이었던 가이우스 그라쿠스의 정적이 되었을 것이다. 스카우루스는 그라쿠스가 사르디니아 원주민과 누미디아의 왕 미시프사의 곡물을 얻는 데 성공한 것에 대해 기분이 상한 오레스테스 직원 중 한 명일 수 있다. 124년에 스카우루스는 123년 호민관 선거에 출마하기 위해 일찍 자리를 떠난 그라쿠스를 검열관 앞에서 비난했을 가능성이 있다.
기원전 123년에 그는 복점관 위원으로 공동 선발되었다. 그는 다음으로 기원전 122년에 대중 게임을 담당하는 커룰 조영관으로 재직했으며, 그 후 기원전 120년 또는 119년에 법무관으로 선출되었다. (베이츠는 기원전 119년을 선호, 브로튼은 로마 공화국 정무관에서 그렇듯이) 119년에 스카우루스는 가이우스 마리우스가 제안한 투표개혁법에 반대했다. 그는 또한 그해에 유구르타의 누미디아 왕좌에 대한 주장에 반대했다.

### 집정관
스카우루스는 기원전 116년 집정관 선거에 출마했지만, 퀸투스 파비우스 막시무스 에부르누스에게 패배했다. 그는 다음 해에 성공했고, 정치적 보수주의자로서 귀족적 지지에 힘입어 기원전 115년 마르쿠스 케이킬리우스 메텔루스와 함께 집정관이 되었다. 그의 정적 중 한 명인 푸블리우스 루틸리우스 루푸스는 스카우루스를 암비투스(부정선거)로 기소했다. 스카우루스는 동일한 혐의로 루푸스를 맞고소하여 대응했다. 둘 다 무죄 선고를 받았다. 그는 특정 귀족 요리를 없애고 연회에 지출하는 것을 시도하는 호화법을 통과시켰다. 그는 또한 거의 알려지지 않은 자유민 투표에 관한 법률을 통과시켰다. 그는 또한 갈리아와 리구리아족에 대한 성공적인 캠페인을 수행했다. 이를 위해 그는 개선자로 뽑혔다. "스카우루스 집정관의 가장 두드러진 사건은 법무관 P 데키우스 수불로에 대한 그의 공개적인 굴욕이었다." 여기서 스카우루스는 데시우스의 의복을 찢고, 그의 교관 의자를 부수고, 사건을 그 앞에 가져가는 것을 금지했다. 분명히 데키우스가 영사를 거부했기 때문이다. 이것은 정략이었을 것이다. 데키우스는 이전에 스카우루스의 동맹인 오피미우스를 기소했다.
같은 해에 스카우루스는 루키우스 케이킬리우스 메텔루스 디아데마투스 또는 루키우스 케이킬리우스 메텔루스 델마티쿠스에 의해 지명되었고, 원로원에 의해 프린켑스 세나투스로 확정되었으며, 죽을 때까지 직책을 맡았다. 이것은 이 기간 동안 최고의 영예였으며 일반적으로 가장 고위 귀족에게 돌아갔다. 따라서 상대적으로 젊은 스카우루스가 그것을 받는 것은 쿠데타로 간주되었다. 이 무렵 스카우루스는 메텔루스 델마티쿠스의 딸인 메텔라와 결혼했다.
집정관이 된 후, 스카우루스는 기원전 114년 베스티아 성녀의 재판에서 교황 중 한 명으로 배심원단에 있었을 수 있다. 그는 또한 한 마르쿠스 브루투스에 의해 갈취 혐의로 기소되었지만, 무죄 선고를 받고 “그의 아욱토리타스는 그대로 유지되었다”.

### 유구르타 전쟁
유구르타 전쟁(기원전 112–106) 이전에 그는 유구르타에게 누미디아 왕 아드헤르발에 대한 적대 행위를 중단하라는 요구와 함께 누미디아에 특사로 파견되었다. 증거는 스카우루스가 “유구르타 또는 그의 음모에 대해 잘 처리되지 않았다”는 것을 뒷받침한다. 유구르타가 요구를 거부하자 전쟁이 선포되었고, 집정관 루키우스 칼푸르니우스 베스티아가 아프리카로 보내졌다.
스카우루스는 전쟁 첫해(기원전 112년) 동안 베스티아의 레가티 중 한 명으로 활동했다. 스카우루스에 대해 매우 부정적인 기록을 한 역사가 살루스티우스에 따르면, 베스티아와 스카우루스는 전쟁을 조기에 끝내기 위해 유구르타로부터 뇌물을 받았다고 했다. 베이츠는 베스티아와 스카우루스가 주구르타에게 배상금과 외교적 합의에 대한 대가로 휴전을 허용했을 가능성이 더 높다고 주장한다. 이는 기원전 113년 노레이아 전투에서 패배한 후 로마의 군사적 약점을 반영하는 선택이다.
정착지가 로마에 알려졌을 때 호민관 가이우스 마밀리우스 리메타누스는 기원전 109년에 "귀족에 대한 총공세"에 착수했다. 마밀리우스는 뇌물 수수 혐의를 조사하기 위해 특별 법원인 마밀리아 위원회를 만드는 법을 통과시켰다. 살루스티우스에 따르면 스카우루스는 기소를 피했을 뿐만 아니라 재판을 위한 세 명의 판사(quaesitores) 중 한 명으로 선출되기까지 했다. 일부 학자들은 살루스티우스가 스카우루스를 유사한 이름의 마르쿠스 아우렐리우스 스카우루스와 혼동했다고 생각한다. 그러나 베이츠는 “우리는 스카우루스의 임명에 의문을 제기할 필요가 없으며” 우리 스카우루스가 이전에 유구르타에 대한 그의 반대 목소리로 인해 대신 선출되었을 수 있다고 주장한다.

## 검열관과 상원의 아버지
기원전 109년에 스카우루스는 감찰관 마르쿠스 리비우스 드루수스와 함께 검열관으로 선출되었다. 그러나 드루수스가 임기 중 갑자기 사망하자 스카우루스는 자신의 의지에 반하여 그의 검열을 포기할 수밖에 없었고, 호민관이 그를 감옥으로 끌고 가라고 명령했을 때는 그 자리에서 물러났다.
기원전 104년에 스카우루스는 로마의 곡물 공급인 쿠라 안노나이를 책임지게 되었다. 그의 임명은 당시에 재무관 루키우스 아풀레이우스 사투르니누스를 희생하여 이루어졌다. 키케로는 쿠라 안노나이의 상실이 사투르니누스를 인민재판(popularis)으로 몰아간 불씨라고 판단하지만, 아마도 신용을 흠집내기 위한 공격이었을 것이며, "[사투르니누스의] 정치적 전환을 유도하기 위한 첫 단계라기보다는 이미 선언된 인민재판에 대한" 공격일 수도 있다고 판단한다. 스카우루스의 정치적 견해 – 특히 그날의 네 가지 주요 문제는 아래와 같았던 것으로 알려져 있다.
1. 농지 개혁
2. 법원 개혁
3. 이탈리아인의 시민권
4. 마이에스타 문제

대부분의 학자들은 더 이상 언급하지 않고 그를 보수주의자로 분류한다. 스카우루스는 토지개혁을 지지했거나, 적어도 공공토지(Ager publicus)의 사용을 제한하기 위한 그라쿠스의 주을 지지했지만, 정책 주제보다는 대중적인 방법에 반대했을 가능성이 있다. 마이에 스타에 대한 그의 견해는 더 명확하여 반역 행위를 기소하기 위한 마밀리안 위원회와 같은 제안을 지지했지만, 무차별적인 기소도 반대했다. 베이츠는 스카우루스가 마밀리우스 특별위원회의 형량의 가혹함에 기여했다고 추측했지만, 이에 대한 직접적인 증거는 없음을 인정한다.
기원전 104년 평민 호민관 중 한 명인 그나이우스 도미티우스 아헤노바르부스가 아우구르 종파에 선발되지 않은 후 그는 스카우루스를 고소했다. 그러나 "[아헤노바르부스]의 명예감 때문에 그는 스카우루스의 노예 중 한 명이 제공하겠다고, 제안한 증거를 사용하지 않으려고" 재판 결과 무죄 판결을 받았다. 이에 대한 응답으로 도미티우스는 부족 의회에 사제를 임명할 수 있는 권한을 부여하는 법안을 통과시켰다.
이듬해인 103년에 원로원 지도부들의 부패와 근시안적인 면모를 공개적으로 드러내기 시작했고, 가이우스 마리우스가 그의 세 번째 집정관으로 재선되면서 시작되었다. 스카우루스는 카이피오가 총독으로서 당시 집정관 그나이우스 말리우스 막시무스와의 협력을 거부한 후 대중 트리뷴 가이우스 노바누스가 퀸투스 세르빌리우스 카이피오(집정관 기원전 106년)를 표적으로 삼은 것에 반대 하여 아라우시오 전투에서 참패를 당했다. 기원전 105년. 케이피오를 상원에서 추방하는 법을 통과시킨 후, 노르바누스는 로마로 배송되는 동안 미스터리하게 사라진 톨로사의 금을 훔친 혐의로 대중 집회 전에 케이피오를 성공적으로 기소했다. 케이피오의 변호가 불운에 대한 어설픈 주장이라는 점을 감안할 때 재판의 결과는 크게 의심의 여지가 없었다. 호민관 티투스 디디우스 및 루키우스 아우렐리우스 코타와 함께 스카우루스는 절차에 거부권을 행사했지만, 폭력으로 인해 추방당했다. 스카우루스는 심지어 돌에 머리를 맞았다. 케이피오의 기소에 반대하는 스카우루스의 이유는 귀족 기소 원칙과 관련이 있는 것 같지 않다. 스카우루스는 이전에 그렇게 한 마밀리우스 특별위원회에 관여했다. 노르바누스는 결국 이 폭력 행위로 기원전 95년경에 재판을 받았다.
스카우루스는 가이우스 메미우스와 가이우스 플라비우스 핌브리아의 실패한 기소에 연루되었다. 그는 또한 미트리다테스의 대사들에게 외교적 불가침권을 위반한 사형에 대해 사투르니누스를 고소하도록 독려했다. 두 기소 모두 실패했다. 102년에 스카우루스는 아마도 사투르니누스에 대한 그의 강경 노선을 지지하는 몸짓으로 또는 아마도 당연하게도 프린셉스 세나투스로 재임명되었다.(그의 생애 동안 재임명되지 않은 프린셉스 세나투스에 대한 기록은 없다)
기원전 100년, 사투르니누스와 가이우스 세르빌리우스 글라우시아가 가져온 폭력이 절정에 달했을 때, 스카우루스는 사투르니누스와 글라우시아의 죽음으로 이어질 소위 원로원 비상 결의
를 움직였다. “이 사실을 지나치게 강조하는 것이 가능하다. 아마도 그러한 중요한 문제에 대한 조치를 시작하는 것은 프린켑 세나투스에게 맡겨졌을 것이다”, 스카우루스는 또한 사투르니누스에 대한 특히 격렬한 개인적 반감을 키웠다.

### 기원전 90년대
스카우루스는 기원전 96년에서 98년 사이에 일어난 아시아 대표단(legatio Asiatica)에 참여했을 수 있다. 그러나 그가 여행을 했는지 아니면 단순히 임무를 지원했는지는 분명하지 않다. 임무에는 마그나 마테르에 대한 서약을 이행한다는 구실로 여행하는 가이우스 마리우스가 포함되었을 가능성이 높지만, 의심을 불러일으키지 않고 미트리다테스 6세의 카파도키아 캠페인을 조사할 가능성이 더 높다. 임무를 수행한 후 원로원은 퀸투스 무키우스 스케이볼라 폰티펙스와 푸블리우스 루틸리우스 루푸스를 아시아로 파견하여 지방을 성공적으로 관리했다. 몇 년 후인 기원전 92년에 루키우스 코르넬리우스 술라도 킬리키아의 소유주로 동쪽으로 파견되어 미트리다테스의 카파도키아 진출에 맞서 싸웠다.
스카우루스는 케이피오 재판에서 폭력을 사용한 노르바누스의 기소를 지원하여 기소의 주요 증인으로 증언했다. 그는 또한 로마 시민의 특권을 침해하는 이탈리아인을 조사하는 법인 렉스 리시니아 무시아(lex Licinia Mucia)를 지지했으며, 주에서 상원의 지위를 강화하려는 움직임일 가능성이 높다.
기원전 92년에 스카우루스는 아마도 그의 정직한 통치로 아시아에서 합법적으로 재직하는 동안 공정한 적의를 불러일으킨 푸블리우스 루틸리우스 루푸스의 변호에 관여했을 것이다. 그의 결백이 널리 알려졌음에도 불구하고 그는 유죄 판결을 받았다. 루푸스 재판 후 스카우루스는 특히 다른 사람이 강탈한 돈을 받은 혐의로 작은 퀸투스 세르빌리우스 케이피오에 의해 강탈(repetundis) 혐의로 기소되었다. 그러나 스카우루스는 반소에서 작은 케이피오를 먼저 재판에 데려 오는 데 어떻게 든 성공했지만, 스카우루스와 작은 케이피오는 모두 무죄 선고를 받았다.
이 사건으로 인해 스카우루스는 기원전 91년에 평민 호민관으로 선출된 마르쿠스 리비우스 드루수스의 법적 개혁을 지원하여 약 300명의 공정인을 추가 하고 법원 배심원 풀을 다시 공정에서 상원으로 이전함으로써 상원을 확대했다. 스카우루스는 드루수스의 주요 고문 중 한 명이었다. 루키우스 리키니우스 크라수스와 함께 스카우루스는 드루수스의 주요 보수 옹호자였으며 그의 광범위한 입법 프로그램 통과를 도왔다. 그러나 기원전 91년 9월 크라수스의 갑작스런 죽음 이후, 드루수스는 원로원에서 그의 지지를 빠르게 잃었고 집정관 루키우스 마르키우스 필리푸스는종교적 기술에 관한 드루수스의 법칙을 폐지하는 데 성공했다.
스카우루스는 이탈리아인에게 참정권을 부여하려는 드루수스의 제안을 지지했고 사회에 동정적이었을 가능성이 있다. 역사가들은 사회에 대한 스카우루스의 입장에 동의하지 않다 : 베이츠 1986, p. 275는 그가 드루수스의 이탈리아 법안을 지지했다고 주장하는 반면 Gruen 1965, p. 61은 스카우루스가 이탈리아 시민권을 제외하고 드루수스의 프로그램을 지원했으며 과거에 이탈리아 시민권에 대한 그의 초기 반대 입장에서 그렇게 쉽게 바뀌지 않았을 것이라고 주장한다. 드루수스의 암살과 사회 전쟁 발발 이후, 스카우루스는 기원전 90년 호민관 퀸투스 바리우스 서베루스에 의해 기소되었다. 바리우스는 스카우루스를 사람들 앞에서 재판에 소환했다.이 시점에서 나이가 많고 통풍에 시달리고 병약한 스카우루스는 고발자에게 다음과 같이 반박했다.
[퀸투스] 스페인 바리우스는 프린켑스 세나투스인 마르쿠스 스카우루스가 동맹군을 소집했다고 한다. 프린셉스 세나투스인 마르쿠스 스카우루스는 혐의를 부인하며 증인이 없다. 우리 중에 누가 믿어야 합당한가?
혐의는 사람들의 소란 속에서 즉시 기각되었다. 바리우스는 아마도 "메텔라n 파벌의 가장 저명한 구성원에 대한 공격... 유죄 판결은 메텔라n 블록에 심각한 타격이 되었을 것"의 일환으로 스카우루스에 대한 혐의를 제기했을 것이다.
젊은 케이피오도 스카우루스를 법원에 기소했다. 혐의가 기각되었는지, 기각되었는지, 단순히 소멸되었는지는 알 수 없다. 케이피오는 기원전 90년 초에 전사했고 스카우루스는 그의 아내 케이킬리아 메텔라가 술라와 결혼한 기원전 88년에 사망했다. 정확한 사망 날짜는 알 수 없지만 스카우루스는 기원전 89년에 프린셉스 세나투스로 재임명되었고 기원전 88년에 그의 신권이 계승되었기 때문에 상대적인 정확도는 기원전 89년 11월 중순에서 기원전 88년 2월 사이로 좁힐 수 있다.

## 유산
스카우루스의 명성은 그의 죽음보다 오래 지속되었으며 이후 세대의 로마인들은 그를 매우 중요한 인물로 기억했다. 특히 키케로는 예리한 숭배자였으며 "거의 전 세계가 그의 끄덕임에 의해 지배되었다"(cuius nutu prope terrarum orbis regebatur)라고 언급한 적이 있다. 고대 역사가 발레리우스 막시무스는 가혹한 아버지 목록에 스카우루스를 포함시켰는데, 특히 킴브리족과의 전투에서 아들이 도주한 것에 대한 스카우루스의 반응을 언급했다.
그러나 스카우루스에 대한 판단이 항상 긍정적인 것은 아니었다. 특히 역사학자 살루스티우스는 유구르타 전쟁에서 스카우루스를 파렴치하고 탐욕스러운 정치인으로 묘사한다. 살루스티우스는 스카우루스가 누미디아의 왕 유구르타로부터 뇌물을 받았다고 주장하고 그를 "정력이 넘치는 귀족, 당파, 권력, 명성 및 부에 대한 탐욕이 있지만 그의 잘못을 숨기는 데 영리한 사람"이라고 불렀다.
스카우루스는 그의 명성의 주요 원천으로 프린셉스 세나투스의 직책을 주장한 마지막 사람이었다. 그의 죽음 이후, 신나와 술라의 내전의 혼란은 위신과 권위를 군대의 힘 아래로 잠식시켰다.

## 사생활
스카우루스의 첫 부인의 이름은 알려져 있지 않다. 이 노조에서 그는 로마 패배에서 패한 후 자살하기 전에 합법적으로 구금 된 한 아들을 낳았다. 그 후 그는 루키우스 케이킬리우스 메텔루스 델마티쿠스의 딸인 카이킬리아 메텔라와 결혼했다. 나중에 루키우스 코르넬리우스 술라의 네 번째 부인이 되었다. 이 결혼에서 스카우루스는 두 자녀를 낳았다.
- 아이밀리아 : 폼페이우스의 두 번째 부인
- 마르쿠스 아이밀리우스 스카우루스 : 기원전 56년 법무관